# II Liceum Ogólnokształcące im. Powstańców Śląskich w Mysłowicach

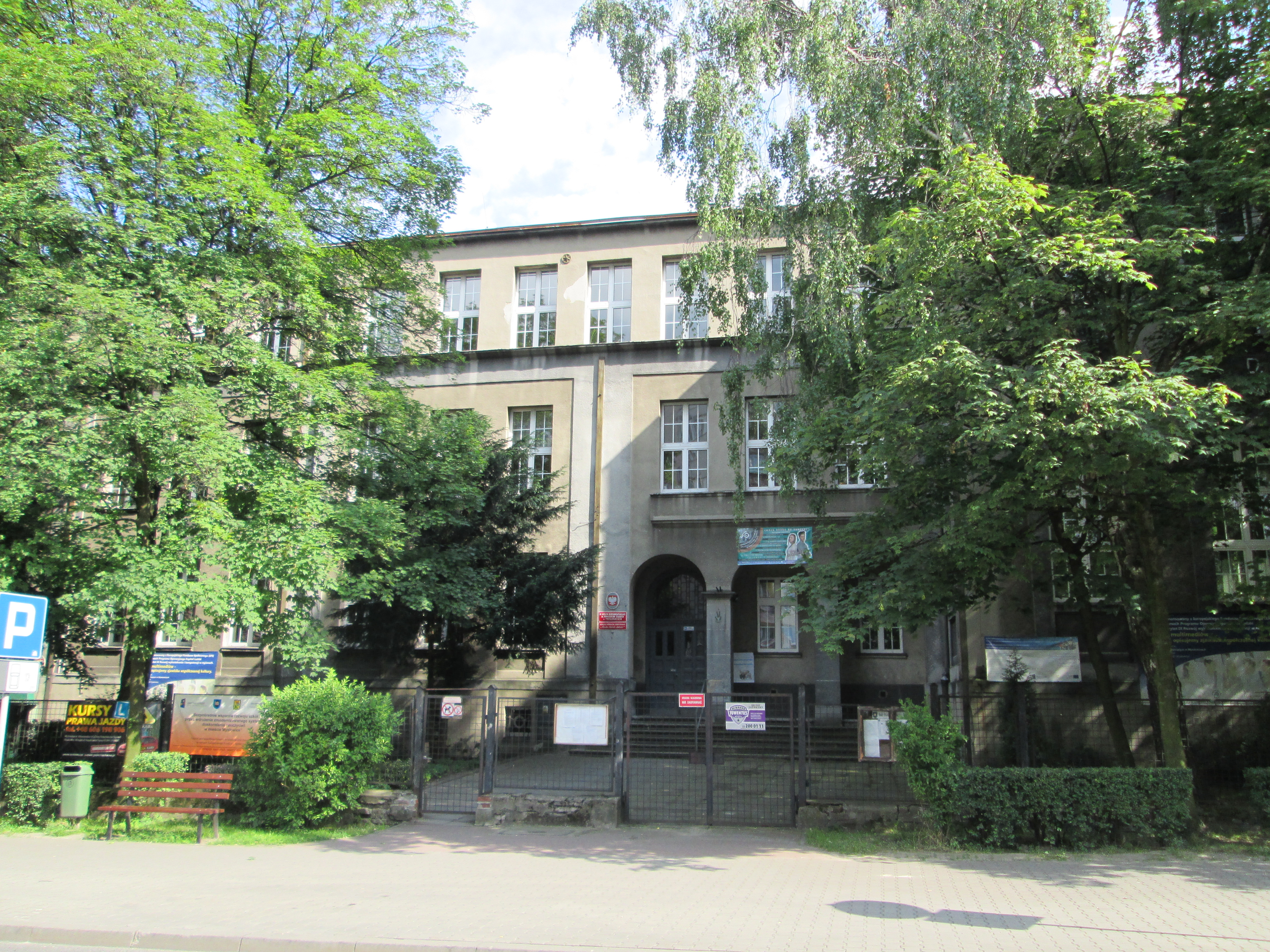
Zabytkowy gmach szkoły (2014)

II Liceum Ogólnokształcące im. Powstańców Śląskich w Mysłowicach (Potocznie nazywane Dwójką) – szkoła ponadgimnazjalna utworzona w 1911 roku, znajdująca się przy ulicy Mikołowskiej 3 w Mysłowicach.
W 2013 roku w internetowym głosowaniu wybrana najlepszą szkołą ponadgimnazjalną w Mysłowicach.

## Poprzednie nazwy szkoły
- 1911–1945: Gimnazjum Państwowe (w tych latach naukę pobierali tu uczniowie katoliccy, protestanccy i żydowscy)[4]

Po wojnie szkoła kilka razy zmieniała nazwę i była siedzibą:
- Liceum Wychowawczyń Przedszkoli
- Studium Wychowania Przedszkolnego
- Studium Nauczycielskiego
- od 1991: II Liceum Ogólnokształcącego im. Powstańców Śląskich w Mysłowicach

## Budynek
Budynek szkoły oddany został do użytku w 1912 roku, wybudowany według projektu Kocha. Prace budowlane rozpoczęły się w 1908 roku. Był to nieliczny przykład modernizmu w mieście. W oknach auli umieszczony jest zespół witraży, które wykonane zostały przez F. Müllera z Qedlinburga, przedstawiają one postacie młodych kobiet, symbolizujących kolejno: sztuki piękne, męstwo, sprawiedliwość, mądrość i opatrzność.
22 lipca 1966 roku spłonął dwuspadzisty dach, który odbudowano w formie pokrycia płaskiego. Tył budynku został rozbudowany, w tej części znajduje się między innymi biblioteka szkolna. Teren działki szkoły sąsiaduje natomiast z I Liceum Ogólnokształcącym im. Tadeusza Kościuszki.
W czerwcu 2012 roku do użytku oddano nowoczesną salę gimnastyczną, która połączyła II LO z Zespołem Szkół Ogólnokształcących. Jej budowa kosztowała 6,5 mln zł.
 Budynek wpisany jest do rejestru zabytków pod nr rej.: A/102/03 z 7.11. 2003

## Kiedyś
W czasach, gdy szkoła była siedzibą Studium Wychowawczyń Przedszkolnych uczennice mieszkały w internacie, który znajdował się na strychu budynku. Przyczyną pożaru w 1966 roku było zostawienie przez jedną z nich włączonego żelazka. W części, która dziś służy za sale lekcyjne wcześniej znajdowały się mieszkania dla nauczycieli.
W tamtym okresie patronką szkoły była działaczka oświatowa Stefania Sempołowska.

## Obecnie
Uczniowie liceum co roku osiągają wysokie wyniki zdawalności egzaminu maturalnego. W roku szkolnym 2012/2013 wprowadzono innowację- klasy mundurowe. Uczniowie mogą pobierać nauki w rozszerzeniu policyjno-prawnym lub strażacko-pożarniczym. Oprócz tego istnieją klasy: biologiczno-chemiczne, kulturoznawczo-dziennikarskie, multimedialne i wojskowe.
Urząd Miasta Mysłowice zachęca absolwentów gimnazjów, by swoją dalszą naukę związali z rodzinnym miastem. Szkoły, w tym II LO promują się za pomocą billboardów, rozmieszczonych w mieście oraz podczas targów edukacyjnych, odbywających się w Centralnym Muzeum Pożarnictwa w Mysłowicach.

## Inicjatywy
W szkole co roku przeprowadzane zostają wybory, w których wybierany zostaje samorząd szkolny.
W 2012 roku po dłuższym czasie reaktywowana została gazetka szkolna „No! Bo…”. 8 kwietnia 2013 roku w szkole zaczęło nadawać radio o nazwie Our Place. Jego działalność to wyłączna praca grupy uczniów.
W szkole działa także projekt naukowy „ZA KATEDRĄ…”. W wyniku jego działalności szkołę odwiedzili m.in. Adam Boniecki, Małgorzata Handzlik, Tadeusz Sławek, Irena Lipowicz, Marek Wójcik, Marek Michalak czy prof. dr hab. Ryszard Koziołek.
Co miesiąc w szkole odbywają się koncerty Filharmonii Śląskiej im. Henryka Mikołaja Góreckiego, w ramach projektów „Audycje szkolne” i „Młoda Filharmonia”.
Dwójka bierze udział w programach międzynarodowych Comenius oraz Erasmus Plus (pod hasłem „Stop Dyskryminacji! Tak dla integracji!”), współpracując z uczniami z Turcji, Włoch i Niemiec.
W marcu 2015 roku w szkole odbyła się I edycja Konkursu Wiedzy o Sejmie pod patronatem Marszałka Sejmu. Jego organizatorką jest poseł Ewa Kołodziej.

## Współpraca
II LO jest jedyną szkołą ponadgimnazjalną w Mysłowicach, która współpracuje z Wydziałem Prawa i Administracji oraz Wydziałem Nauk Społecznych Uniwersytetu Śląskiego w Katowicach.
W listopadzie 2014 szkoła podpisała porozumienie o współpracy ze Strażą Miejską oraz Miejskim Ośrodkiem Sportu i Rekreacji w Mysłowicach, na podstawie którego uczniowie klas mundurowych mogą uczestniczyć w zajęciach samoobrony i sztuk walki pod okiem wykwalifikowanych instruktorów.

## Dyrektorowie
Przed rokiem 1991
- Zdzisław Londoński (p.o, od 1 IV 1925 dyr.)[19][20]
- Emil Aust
- Stanisława Tarska
- Danuta Kita

Po 1991 roku
- Leszek Filarski (dyrektor)
- Małgorzata Koryciorz (wicedyrektor)

## Nauczyciele
- Adam Konopnicki (lata 20. XX wieku)[20]

## Znani absolwenci
- Jolanta Fraszyńska – aktorka (ukończyła szkołę w czasach Studium Nauczycielskiego)
- Wojciech Król – poseł na Sejm RP VIII kadencji
- Barbara Hetmańska – piosenkarka (znana jako Candy Girl)
- dr Katarzyna Czornik – Zastępca Dyrektora Instytutu Nauk Politycznych i Dziennikarstwa Uniwersytetu Śląskiego, obecnie także nauczyciel II LO
- Radosław Kwietniewski – sportowiec, zawodnik klubu Tytan Jaworzno, złoty medalista Pucharu Polski w armwrestlingu, Człowiek Roku 2013 w Mysłowicach
- dr Mariola Paruzel-Czachura – zastępca Dyrektora Instytutu Psychologii ds. Dydaktycznych, Zakład Psychologii Ogólnej Uniwersytetu Śląskiego.